# ERIKA (AV女優)
ERIKA（えりか　1988年7月7日 - ）は、日本の元AV女優。名東(現・DINO)に所属していたが、旧名義はモカ。
2011年5月にERIKA に改名し、所属もARROWSに移籍。同年9月にAV女優を引退。2015年1月に復帰し、2018年3月に引退した。

## 人物・略歴
特技:体が柔らかい事。
2007年9月に『新人×ギリギリモザイク 新人ギリギリモザイク モカ』でエスワン専属女優としてAVデビュー。
2008年9月よりワンズファクトリー専属女優になる。
2011年5月よりERIKAとして（大人の事情）新たに活動を開始したが、同年9月をもって引退した。
2015年1月に活動再開。
2018年3月31日にて引退。

## 作品

### アダルトビデオ

#### 「モカ」名義
撮りおろし作品'
2007年
- 新人×ギリギリモザイク 新人ギリギリモザイク（9月7日、エスワン）
- ギリギリモザイク 無限絶頂!激イカセFUCK（10月19日、エスワン）
- ギリギリモザイク バコバコ乱交 （11月7日、エスワン）
- ギリギリモザイク 絶叫!ビッグマグナムFUCK（12月19日、エスワン）

2008年
- ギリギリモザイク 極上ボディFUCK（1月19日、エスワン）
- ギリギリモザイク ものすごい顔射（2月7日、エスワン）
- ギリギリモザイク 20コスチュームでパコパコ!（3月7日、エスワン）
- ギリギリモザイク 近親相姦～犯された三姉妹～（4月7日、エスワン）
- ギリギリモザイク モカはアナタのいいなり玩具（5月7日、エスワン）
- ギリモザ 僕だけの★巨乳ママ（6月7日、エスワン）
- ギリモザ 学校でセックスしよっ（7月7日、エスワン）
- モカのDOKIDOKIザーメン遊び（9月1日、ワンズファクトリー）
- 初めての中出し!いっぱいだしてネ（10月1日、ワンズファクトリー）
- 乳イカせ強制パイズリ狭射（11月1日、ワンズファクトリー）
- 緊縛生姦ぶっかけ乳よごし（12月1日、ワンズファクトリー）
- 張り型チンポ自慰 02（12月1日、ワンズファクトリー）

2009年
- ボイン大好きしょう太くんのHなイタズラ 20（1月1日、グローリークエスト）
- 接吻や乳首を舐められながら手コキされた僕。 4（1月1日、ワンズファクトリー）
- MOKAちゃん タオル一枚 男湯入ってみませんか? HARD（1月9日、SODクリエイト）
- E-BODY野外FUCK VOL.1（1月16日、GLAY'z）
- 派遣社員OLのSEXコレクション（1月16日、レアル・ワークス）
- メコスジ喰込み紐オナニー（2月1日、ワンズファクトリー）
- HANABI 15（2月3日、プレステージ）
- 青春エロドラマ オレのアネキとヤラないか?5（2月5日、グローリークエスト）
- 爆乳Gカップの極太チ●ポ味くらべ（2月3日、ワープエンタテインメント）
- 全裸体力測定（2月6日、TMA）
- 夫の目の前で犯されてー 強姦マンション（2月7日、アタッカーズ）
- BOING.92 Gcup 016（2月15日、ドリームチケット）
- デカチチメガネ中出し 2（2月19日、グローリークエスト）
- 巨乳女子校生に生中出し 03（2月20日、レアル・ワークス）
- カラダはおとな（2月27日、I.B.WORKS）
- 拘束監禁ドリル地獄 VOL.10（3月3日、I.B.WORKS）
- 淫媚薬陵辱 女特別捜査官（3月5日、ヒビノ）
- 芸能界残酷悲話 巨乳アイドルの裏事情（3月7日、アタッカーズ）
- 爆乳☆アマゾネス（3月15日、隼エージェンシー）
- 上半身は巨乳なのに下半身は巨根MOKAちゃんがふたなりメガチ○ポで羞恥混浴（3月19日、ROCKET）
- クロロホルムレイプ file 1（3月19日、GLAY'z）
- メガザーメン一発大量顔射 2（3月20日、レアル・ワークス）
- おっぱい!大好き!! 騎乗位&パイズリでいかしてくれる巨乳ギャル（4月15日 隼エージェンシー）
- フェラコレ2009春SP 30人のフェラジェンヌ（4月15日 隼エージェンシー）
- 巨乳女子校生に生中出し 04（4月17日、レアル・ワークス）
- 触手アクメ 6（4月18日、SODクリエイト）
- 究極の妄想お仕事シリーズ MOKA、鈴香音色、成瀬心美がやって来る巨乳銭湯の番台になった!（4月18日、ROCKET）
- デカパイでか尻ソープ嬢（5月1日、ワンズファクトリー）
- レイプ中出し 巨乳編 2（5月15日 隼エージェンシー）
- こだわりの手コキ 4時間SP 12 35人のハンドメイド（6月15日 隼エージェンシー）
- 僕のわがままをいつも聞いてくれる、僕の自慢のセックスフレンド りさ (8月19日、OPPAI) ※「りさ」名義
- こだわりの手コキ 4時間SP 13 35人のハンドメイド（9月15日、隼エージェンシー）
- 洗髪（11月19日、アキノリ）
- kira☆kira SPECIAL PERFECT&DYNAMITE ～巨乳GALSの宴～ (11月19日、Kira☆Kira)
- 日本国民 顔射記念日（12月5日、アキノリ）
- BLACK GAL CHARISMA DANCER ～ポールに絡みつくBLACK BODY～（12月19日 kira☆kira）

2010年
- ギャルだらけの逆チカン路線バス! vol.06（1月7日、GARCON）
- 完全主観 一週間7股生活（1月7日、アキノリ）
- パンティに生チ○コをブチ込みドピュッ!（1月7日、アキノリ）
- レズビアン巨乳ギャル（1月19日、クロス）
- 快楽レズエステ 8（1月21日、アキノリ）
- バコバコバスツアー2010 ハイテンション大乱交天国!!（2月1日、MOODYZ）
- 黒ギャルナース Vol.1（3月5日虎堂）
- 猥褻ボディーレズビアン 黒光りする欲張りアクメ（4月19日、アンナと花子）
- ローリングフェラチオMASTER Vol.3（4月19日、kira☆kira）
- 裏バコバコバスツアー2010 本編未収録! 鬼吸引フェラチオ天国!!（5月1日、MOODYZ）
- 黒ギャル拷問フェラくらぶ DX4（6月13日、MOODYZ）
- BLACKギャル VS WHITEギャル タイマンレズFIGHT!（6月24日、ディープス）
- グローブ手コキ（8月1日、妄想族）
- kira☆kira BLACK GAL BEACH SPECIAL 黒ギャルリゾート☆灼熱BEACH大乱交（8月19日、kira☆kira）
- 黒ギャル脚コキ（9月17日、虎堂）
- kira☆kira BLACK GAL SPECIAL ぎゃるのり☆ヤリコンSEX!バスの旅（9月19日、kira☆kira）
- 世界で一番大きなチンポを持つ男のSEX（9月19日、ROOKIE）
- 緊急出動マジックミラー号がイク!! 美乳!巨乳!爆乳!極上おっぱい逆ナンパ 出張でかパイ性感エステで大量17発射!!!（9月23日、SODクリエイト）
- 5分以内に2回ヌイてあげる 2（9月23日、アキノリ）
- 腋舐めレズ 2（9月23日、アキノリ）
- 制服凌辱レズビアン（10月19日、アンナと花子）
- kira☆kira BLACK GAL 裏ぎゃるのり☆本気でガチ合コン♥ 2人っきりの密室濃厚SEX (11月19日、kira☆kira）
- kira☆kira BLACK GAL SPECIAL 田舎に黒ギャルがやって来た☆ハメ狂い猛烈乱交（12月19日、kira☆kira）

2011年
- 引退作 女教師本物中出し（2月25日、本中）
- 圧殺 顔面騎乗 30人4時間（、ワンズファクトリー）
- 本物の即生ハメしてあげる（3月25日、本中）
- 「巨乳ギャルだけを狙って犯す」（9月7日、GLAY’z IMPACT）

#### 「ERIKA」名義
撮りおろし作品
2011年
- 24/SEVENα 06（5月11日、プレステージ）
- MAD GAME 巨乳編（5月20日、MAD）
- DOUBLE 5（5月25日、デジタルアーク）
- 会員制高級キャバソープ 二輪車限定 巨乳キャバ嬢専門店（6月3日、グレイズ）
- ギャルDX 4時間（6月3日、グレイズ）
- [渋谷]某クラブで知り合った爆乳ギャルエリカのHなアルバイト（6月13日、ハヤブサ）
- kira☆kira BLACK GAL SPECIAL-逆痴漢☆爆乳黒ギャルにオモチャにされた男達-（6月19日、kira☆kira）
- DQN女とギャルの違いについて（6月24日、バルタン）
- フェラコレ 女子校生編 5（6月25日、ハヤブサ）
- 復活・淫ラナ腰ツキ Vol.3（6月25日、美）
- べろちゅ〜黒スト足コキ2（7月15日、SEX Agent）
- フェラコレ2011夏SP（7月25日、ハヤブサ）
- 接吻とレズと乱交（7月25日、美）
- 黒肌と白肌が絡み合う巨乳レズアクメ（8月1日、U＆K）
- ハイブリッドギャルナマテコキ（8月19日、SEX Agent）
- マゾ乳 生中出し（8月25日、ゲインコーポレーション）
- 爆乳黒ギャル肉壷扱い（8月26日、ラマ）
- DOUBLE VOICE #003（8月26日、ワンダフル）
- あ〜やらしい!26 フェロモン全開爆乳精飲姉さん（9月2日、映天）
- kira☆kira サマーフェスタ2011 BLACK GAL RESORT SPECIAL 巨乳ビーチ4時間超大乱交スペシャル （9月19日、kira☆kira）
- ERIKAプロデュースでイク! 童貞筆おろし2（9月23日、チェリーズ）
- S級サーファーギャル巨乳中出し（9月23日、サムシング）
- 噂のビアン専用 巨乳レズエステ（10月13日、U＆K）
- 爆乳淫女（10月26日、ゲインコーポレーション）
- kira☆kira BLACK GAL RESORT Gcup極エロ爆乳☆黒GAL青姦露出 (11月19日、kira☆kira）
- キスしながら乳首を責めて手こきして抜いてあげる 巨乳ギャル、ロリギャル、厳選35人の手コキテク満載（11月25日、ハヤブサ）
- 美巨乳OL痴女（11月25日、美）
- ザ・ギャルナン（12月1日、グローリークエスト）
- ギャルだらけの逆チカン路線バス!8時間2枚組総集編全発射シーンもれなく収録SP!!（12月8日、GARCON）
- 4時間（12月13日、ハヤブサ）
- E-BODY（12月13日、E-BODY）

2012年
- ヌル撮 オイルマッサージ 師弟関係 3（1月19日、グローリークエスト）
- kira☆kira 5周年特別企画 BLACK GAL SPECIAL-黒ギャル美巨乳大乱交6時間スペシャル-（1月19日、kira☆kira）
- 相互愛撫手コキ II（2月17日、SEX Agent）
- くちコキ 〜完全口内射精フェラ〜（2月17日、SEX Agent）
- すっげー黒ギャルの中出しセックス（4月15日、ワンズファクトリー）
- 騎乗位ディルドオナニー（9月7日、デジタルアーク）

2015年
- kira★kira BLACK GAL DEBUT 復活！黒ギャル専属デビュー THE PERFECT BLACK GAL 爆乳Gcupコスプレ中出し援交 ERIKA（1月19日、kira☆kira）
- kira★kira BLACK GAL 美爆乳Gcup黒ギャルご奉仕ナース 大量ぶっかけ連続ナマ中出し病棟 ERIKA（2月19日、kira☆kira）
- kira★kira BLACK GAL 黒ギャル超高級中出しソープランド-Gcup極エロ爆乳ご奉仕泡姫- ERIKA（3月19日、kira☆kira）
- ランジェリーナ ERIKA（5月1日、ワンズファクトリー）
- あ～やらしい！49 ERIKA！カムバックごっくん！（6月5日、S.P.C）
- kira★kira BLACK GAL 美巨乳黒ギャルERIKAの危険日中出しファン感謝祭 ERIKA（6月19日、kira☆kira）
- うまなみの兄にめろめろにされたギャル嫁 ERIKA（7月7日、GALDQN/妄想族）
- 褐色の肌に煌めく汗と愛液。 ERIKA（7月19日、TEPPAN）
- BIKINI GRAMMAR ERIKA（7月25日、ゲインコーポレーション）
- うちのギャル姉妹4人がアゲアゲすぎたから子作り（8月1日、ズッコン/バッコン）
- ギャル嫁のパンチラ誘惑 ERIKA（8月7日、GALDQN/妄想族）

### 写真集
- 完熟MOKA（2007年9月、双葉社、撮影：高橋生建）ISBN 978-4575299908

## テレビ出演
- おねがい!マスカット （2008年4月7日 - 、テレビ東京）レギュラー